# فیلد دالینگ
فیلد دالینگ (به انگلیسی: Field Dalling) یک روستا و محله مدنی در بریتانیا است که در North Norfolk واقع شده‌است. فیلد دالینگ ۱۲٫۸۷ کیلومتر مربع مساحت و ۲۸۵ نفر جمعیت دارد.